# 23e cérémonie des Southeastern Film Critics Association Awards
La 23e cérémonie des Southeastern Film Critics Association Awards (SEFCA Awards), décernés par la Southeastern Film Critics Association a récompensé les films réalisés dans l'année,.

## Palmarès

### Meilleur film
- The Grand Budapest Hotel

### Meilleur réalisateur
- Richard Linklater pour Boyhood

### Meilleur acteur
- Michael Keaton pour Birdman

### Meilleure actrice
- Julianne Moore pour Still Alice

### Meilleur acteur dans un second rôle
- J.K. Simmons pour Whiplash

### Meilleure actrice dans un second rôle
- Patricia Arquette pour Boyhood

### Meilleure distribution
- The Grand Budapest Hotel

### Meilleur scénario original
- The Grand Budapest Hotel

### Meilleur scénario adapté
- Gone Girl

### Meilleure photographie
- Gravity – Emmanuel Lubezki

### Meilleur film en langue étrangère
- Snow Therapy •  Suède  France

### Meilleur film d'animation
- La Grande Aventure Lego
  - Les Nouveaux Héros (Big Hero 6)

### Meilleur film documentaire
- Life Itself

### Wyatt Award
(récompense en l'honneur de Gene Wyatt pour un film qui capture l'esprit du Sud)
- Selma